# Hanstedt (Uelzeni járás)
Hanstedt település Németországban, azon belül Alsó-Szászország tartományban. Lakosainak száma 937 fő (2023. december 31.). Hanstedt Wriedel és Ebstorf községekkel határos.

## Népesség
A település népességének változása:
| Lakosok száma | 874  | 885  | 921  | 929  | 944  | 937  |
|               | 2016 | 2017 | 2019 | 2021 | 2022 | 2023 |